# Меранос
Меранос је лист Јевреја, из јужне Србије, који су крајем 19. и почетком 20. века прешли на православље (православну веру). Почео излазити 1907. године, у Крушевцу.

## О часопису Меранос
Прелазак на православље се дешава услед Уредбе од 12. новембра 1846. године, којом се Јеврејима забрањује сваки даљи боравак у унутрашњости Србије и поседовање непокретности, што је имало директне последице на свакодневни живот Јевреја у Крушевцу. Немали број Јевреја из Крушевца, али и из Краљева, Јагодине, Ћуприје, Параћина, Трстеника и Врњачке Бање одлучује се да пређе на православље и тако покуша да промени околности свог статуса, живота и рада. Тако је тих година више од десетак крушевачких јеврејских породица, са десетинама чланова домаћинстава, прешло у православље и почело нови живот.
У циљу међусобног повезивања и информисања, они покрећу издавање једног листа - као статистичког годишњака. Наслов овог часописа био је Меранос, а поднаслов „Јеврејски годишњак за статистику живих, новорођених, жењених и умрлих лица у Христу нам миле браће и сестара”. Према садржају броја 9, јединог доступног и сачуваног примерка овог листа, из 1919. године, може се претпоставити да је први број почео излазити 1907. године, да је излазио у малом броју примерака и искључиво за чланове те заједнице, те да у време Првог светског рата није излазио. У њему се може прочитати да има 13 породица православних Јевреја, са укупно 81 чланом.
Штампан је ћириличним писмом, на 8 страна, формата 15 x 21 cm, и делио се бесплатно.
Са насловне стране, на којој се у заглављу налазе крст и Давидова звезда, види се да је уредник и власник листа био Хаџи Аврам Левић, а секретар Исак Исаковић.  Већ и по самим њиховим презименима, као и наведених породица у садржају текста, видимо да су већина њих свом изворном јеврејском презимену додали карактеристични суфикс „ић“.
Избор наслова овог годишњака „Меранос” јасно упућује на њихову свесност о егзистенцијалној паралели коју су осећали у односу на Јевреје из 15. века, који су, да би могли остати да живе у Шпанији и Португалу, примили хришћанство, а звали су их Марани.

## Галерија
- Друга страна 9. броја часописа Меранос (1919)
- Последња страна 9. броја часописа Меранос (1919)